# Adam Yauch
Adam Nathaniel Yauch, noto anche con lo pseudonimo di MCA o Nathanial Hörnblowér (New York, 5 agosto 1964 – New York, 4 maggio 2012), è stato un rapper, regista e attivista statunitense, componente fisso del gruppo hip hop statunitense dei Beastie Boys, insieme a Michael Diamond (Mike D) e Adam Horovitz (Adrock). Oltre a cantare, nelle esibizioni acustiche della band suonava il basso e contrabbasso.
Con lo pseudonimo di Nathanial Hörnblowér ha curato la regia di buona parte dei video musicale della band, creando un personaggio che si è pensato per molto tempo esistere veramente, fino a quando lo stesso Yauch rivelò una decina di anni fa la vera identità del fantomatico regista svizzero.

## Biografia
Adam Yauch, figlio unico di una coppia di origini ebraiche, nacque nel 1964 nel quartiere newyorchese di Brooklyn e da ragazzino imparò a suonare il basso, finché sostituì Jeremy Shatan e divenne nel 1981 il nuovo bassista dei Beastie Boys, neonata band hardcore punk della quale facevano parte anche Michael Diamond, Kate Schellenbach e John Berry. La sostituzione di questi ultimi due con il chitarrista Adam Horovitz, ex componente dei The Young and the Useless, portò alla nascita di un trio che sarebbe divenuto famoso per un altro genere musicale, l'hip hop, con il primo album Licensed to Ill.
Tra il 1985 ed il 1987 Adam Yauch mostrò un carattere ribelle ed anticonformista, che lo indusse ad assumere birra a fiumi e droghe e ad abbandonarsi ad ogni tipo di eccesso. Durante la tournée con Madonna mostrò i genitali in pubblico e dovette scusarsi personalmente con la cantante per poter continuare la preziosa esperienza; l'errore fu ripetuto più volte negli spettacoli successivi, quando Yauch mimò atti sessuali sul palco e si abbandonò a comportamenti che avrebbe definito in seguito umilianti per la sua immagine. Durante il tour in Inghilterra, prima dello show di Liverpool, scagliò un pugno in piena faccia al deejay dei Run DMC, Jam Master Jay, per avere un titolo di giornale tutto per sé.
All'inizio degli anni novanta si avvicinò al buddismo e divenne un attivista politico, difendendo in particolare i diritti del popolo tibetano violati ripetutamente dal governo cinese. In particolare, l'elemento religioso iniziò a suscitare l'interesse di Yauch, che passò in un battibaleno da un estremo all'altro, divenendo all'improvviso un musicista colto, attento alle pratiche religiose e rispettato dalle autorità politiche. Uno stile che Yauch da allora ha sempre mantenuto, sapendo conservare grande serietà anche nei momenti in cui, sul palco, ogni rapper si scatena di solito con vocaboli duri e sopra le righe.
Nel 1994 Adam Yauch fondò con Erin Potts la Milarepa Foundation, che si occupava di diffondere, tramite eventi musicali e spettacoli, un messaggio di pace ed insieme di denuncia per le azioni militari del Governo cinese verso le comunità, come quella tibetana, sottoposte forzatamente alla loro giurisdizione. La fondazione, della quale faceva parte anche la futura moglie di Yauch, Dechen Wangdu, impegnata anche lei nel sostenere la causa tibetana, organizzò poi una serie di concerti, i Tibetan Freedom Concerts, che si tennero tra il 1996 ed il 2001 e videro la partecipazione di tanti artisti impegnati nel sociale. Il più riuscito di questi spettacoli fu il primo, che attirò a San Francisco più di 100.000 persone, dando vita al più grande progetto musicale di beneficenza dopo il Live Aid del 1985. Il 31 maggio 1998 sposò la Wangdu, di origine tibetana e buddista praticante, dalla quale ha avuto una figlia.
Nel 2006 fece il suo esordio in qualità di regista cinematografico, girando il documentario musicale Awesome...I Fuckin' Shot That!, risultato della registrazione del concerto che la band interpretò al Madison Square Garden di New York il 9 ottobre di due anni prima. In quell'occasione, cinquanta spettatori che avevano inviato la loro disponibilità via e-mail, furono dotati di una telecamera a testa per riprendere lo spettacolo. Il resoconto della serata fu ottenuto da Yauch mescolando in un unico filmato le riprese degli spettatori, che avevano registrato lo show da tantissime angolature diverse. Il suo ultimo lavoro cinematografico è uscito nel 2008. Il titolo della pellicola è Gunnin' For That No. 1 Spot e racconta la storia di otto giovani stelle del basket universitario che affrontano i propri coetanei in un match che si tiene ogni 6 settembre in un basket court di Harlem, lo stesso campo dove negli anni passati si sono affrontate altre stelle della NBA.

## Morte
Nel 2009 gli fu diagnosticato un tumore alla parotide, che ne ha causato il decesso, avvenuto il 4 maggio 2012 a soli 47 anni nella sua città, New York.